# Ганусаускас, Зенонас Аполинарас
Зенонас Аполинарас Ганусаускас (лит. Zenonas Ganusauskas; 17 мая 1920, Каунас — 26 февраля 1993, Вильнюс) — советский хоккеист и футболист, футбольный тренер. Мастер спорта СССР (1949), заслуженный тренер Литовской ССР (1960).

## Биография
Родился 17 мая 1920 года. После присоединения Литвы к СССР выступал за спортивное общество «Рабочий спорт». Во время войны играл в футбол за «Таурас» (Каунас), чемпион Литвы 1942 года, и за команду «Спаудос фондос» (1943). В первые послевоенные годы играл в футбол и хоккей за «Динамо» (Каунас) и «Спартак» (Каунас). В хоккее являлся центральным нападающим, а в футболе — полузащитником. С сезона 1946/47 выступал в хоккее в высшей лиге СССР.
В 1948 году был приглашён в Москву и был принят в состав хоккейного «Спартака», где играл до 1950 года. В сезоне 1949/50 вошёл в топ-5 лучших бомбардиров чемпионата с 25 шайбами. Затем некоторое время играл за «Спартак» (Вильнюс). В 1953 году вернулся в Москву и играл за клубную команду «Спартака» в соревнованиях КФК, а в сезоне 1955/56 снова выступал в основной команде. Всего за карьеру провёл свыше 80 матчей и забил 57 шайб. Являлся одним из самых сильнейших хоккеистов и футболистов Литовской ССР, а также высокотехничным игроком. Ударял по воротам бросками методом «щелчка».
В футболе в 1947—1957 годах выступал за «Спартак» (Вильнюс), провёл за команду 252 матча и забил 37 голов во всех турнирах. В высшей лиге сыграл 18 матчей и забил один гол в сезоне 1953 года. Много лет выступал за сборную Литовской ССР, сыграл 12 матчей, в том числе участвовал в Спартакиаде народов СССР 1956 года.
После окончания игровой карьеры перешёл на тренерскую работу в области футбола. Окончил Высшую школу тренеров. Много лет (1956—1976) работал в тренерском штабе «Спартака»/«Жальгириса» (Вильнюс). В 1968 году — главный тренер «Жальгириса» (по другим данным, был главным тренером в 1961—1962 и 1967—1968 годах).
Скончался 26 февраля 1993 года.